# Karl-Arvid Dahl
Karl-Arvid Sigurd Dal, född 14 april 1921 i Västra Broby församling, Kristianstads län, död 8 augusti 1997 i Ljungbyhed, Färingtofta församling, Skåne län,  var en svensk teckningslärare, metallgravör, litograf och tecknare.
Han var från 1944 gift med Kerstin Nilsson. Dahl studerade vid  Helsingborgs konstskola och avlade därefter en dansk teckningslärarexamen. Han studerade konsthistoria för Aron Borelius och var under en period gästelev vid danska konstakademien i Köpenhamn. Han medverkade i samlingsutställningar med Helsingborgs konstförening, Ängelholms konstförening och Åstorps konstförening. Hans konst består av stadsbilder och skånska landskapsstämningar utförda i olja eller akvarell. Dahl är representerad vid Helsingborgs museum och i ett antal kommuner.